# 新東通信

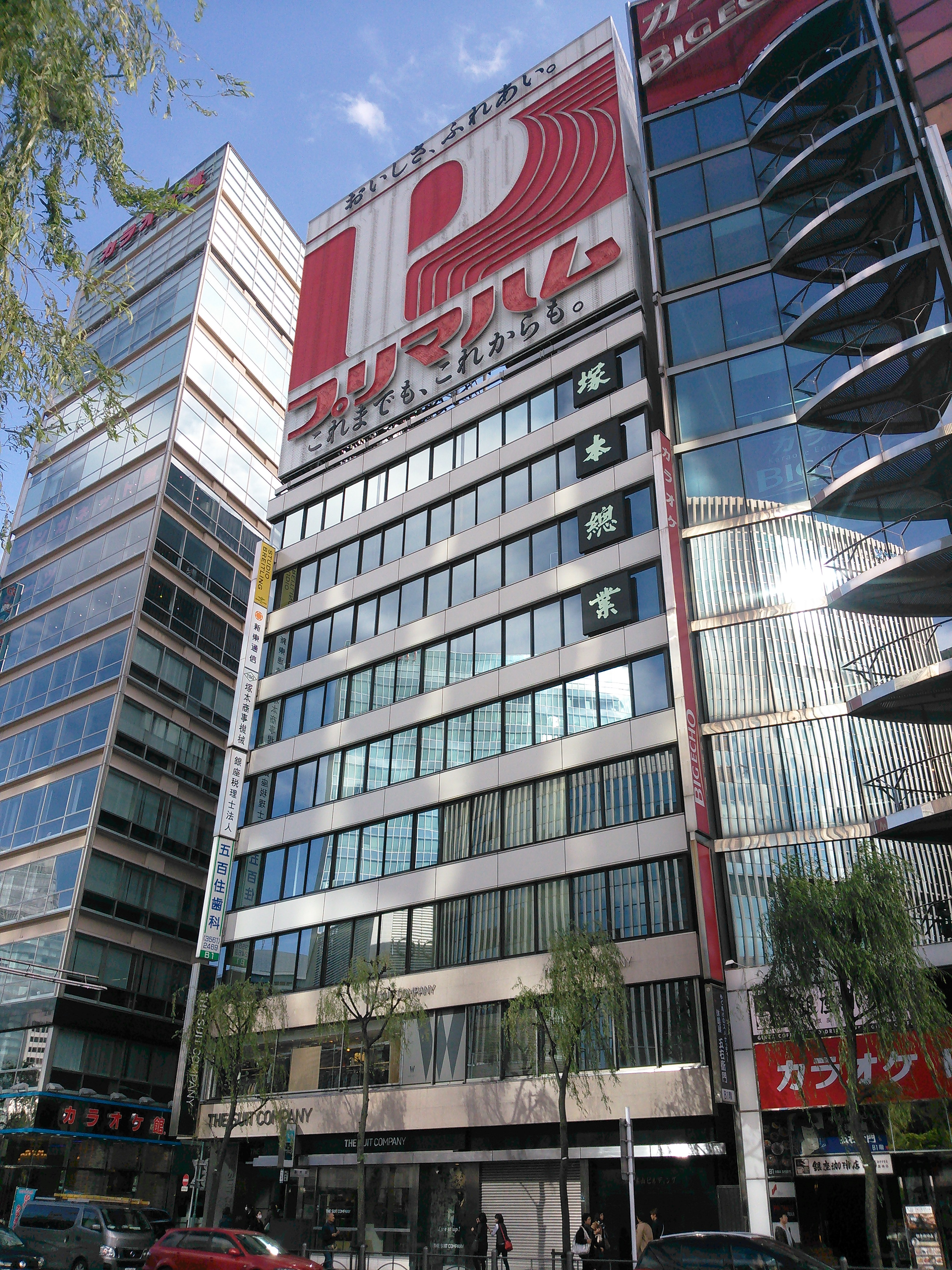
東京本社が入居する塚本素山ビル（2014年11月）

株式会社新東通信（しんとうつうしん、英: Shinto Tsushin Co., Ltd.）は、愛知県名古屋市中区と東京都中央区に本社を置く独立系の総合広告会社である。

## 企業理念
- われわれは、"発想のマーチャンダイジング"からヒューマンクリエイティブを通じて社会的に自己実現を図るおもしろ集団である[2]

## 沿革
- 1972年（昭和47年）8月28日 - 谷喜久郎が「株式会社新東通信」を設立[3]。1975年にはフリスビーを日本に導入する全国キャンペーンを展開した[3]。

- 1980年に名古屋オリンピック誘致を掲げて第一回名古屋シティマラソンを提案し、企画・運営を担当[3]。

- 愛・地球博では誘致活動から参加[3]。1986年に申請（立候補）した際には、事務局本部のあるパリで三河花火を打ち上げるなど積極的に誘致に関わった[3]。2005年の愛・地球博では、ささしまサテライト事業を名古屋市らと共に主催。アフリカ共同館はじめ各種パビリオン、イベント、閉幕式の企画運営を行った[3]。

- 2000年（平成12年） - 東京支社を東京本社へ昇格し2本社体制となる[3]。

- 広告代理店の取扱額ランキングでは25位[4]。愛知県に本社を置く独立系の総合広告会社として取扱額1位に位置する[4]。地域別売上高では名古屋地区において電通、デルフィス、博報堂に次ぐ4位[5]。東京地区では18位[5]。大阪地区では13位[5]。

## スペインとの関わり
1985年、日本とスペイン・カタルーニャ州の文化・経済・社会全般を相互に理解・認識を深めることを目的に「日本・カタルーニャ友好親善協会」を設立。1986年にはバルセロナに事業所を開設し、カタルーニャ州の伝統的な行事「サン・ジョルディの日」を輸入、全国主要都市において書店業界や花業界と連携してのイベントを行った。このイベントは、2001年12月に公布された子どもの読書活動の推進に関する法律第10条において、4月23日は「子ども読書の日」に定められるに至った。イベントは現在も継続して実施している。スペインとのつながりはこれだけ留まらず、世界デザイン博覧会の名古屋城会場では、ガウディの城の企画・運営を行ない、スペインワインの輸入も開始した。1998年にはスペインのサラマンカ大学に設立された日本スペイン文化センターを日本側で支援することを目的に「日本サラマンカ大学友の会」を設立し、事務局としてその活動に取り組んでいる。これらの実績が認められ、谷喜久郎会長が2006年スペイン国王より文化勲章にあたる「アルフォンソ十世勲章」を受章。また、2012年には玄葉光一郎外務大臣より日本とスペインとの相互理解の促進に貢献したものとして、「平成24年度外務大臣表彰」を受賞した。2013年～2014年に日本とスペインにおいて展開される日西交流400年記念事業でも、「サンジョルディの日」のコンセプトを導入した街バルを銀座で共催した。

## 事業所
- 名古屋本社（愛知県名古屋市中区丸の内）[17]
- 東京本社（東京都中央区銀座）[17]
- 新東大阪（大阪府大阪市中央区）[17]
- 東北支社（宮城県仙台市青葉区）[17]
- 九州支社（福岡県福岡市中央区）[17]
- 九州支社博多分室（福岡県福岡市博多区）[17]
- 九州支社唐津分室（佐賀県唐津市）[17]
- 九州支社赤坂オフィス（福岡県福岡市中央区）[17]
- 新東岐阜（岐阜県岐阜市）[17]
- 津営業所（三重県津市）[17]
- 下関営業所（山口県下関市）[17]
- 北九州営業所（福岡県北九州市小倉南区）[17]
- 沖縄オフィス（沖縄県那覇市）[17]
- バルセロナ営業所（スペインバルセロナ）[17]

## グループ会社・関連会社
- 株式会社広告制作所[18]
- 株式会社ターニング・ポイント[18]
- 株式会社プロジェット・アソシエイツ[18]
- 上海新東通信広告有限公司[18]
- 日本プロパティマネジメント株式会社[18]
- 株式会社スクリュウ[18]
- 株式会社新東通信スケッチ[18]
- 株式会社ネプラス[18]
- クローク株式会社[18]
- メイシス株式会社[18]
- 共同ピーアール株式会社[18]